# توماس تابر الثاني
توماس تابر الثاني (بالإنجليزية: Thomas Taber II) (و. 1785 – 1862 م) هو سياسي من الولايات المتحدة الأمريكية .